# Kindereisenbahn Budapest
| Diesellokomotive Mk45-2004 am oberen Tunnelportal |                         |                                               |                                               |
| Streckennummer: | 7                       |                                               |                                               |
| Streckenlänge: | 11,2 km                 |                                               |                                               |
| Spurweite: | 760 mm (Bosnische Spur) |                                               |                                               |
| Streckenklasse: | A                       |                                               |                                               |
| Maximale Neigung: | 34 ‰                    |                                               |                                               |
| Streckengeschwindigkeit: | 20 km/h                 |                                               |                                               |
| |                         |                                               |                                               |
| \| \| −0,10 \| Streckenanfang \| Streckenanfang \| \| \| 0,00 \| Széchenyihegy \| 465 m \| \| \| 0,40 \| Scheitelpunkt \| 468 m \| \| \| 0,70 \| Schrankenposten 1 (Kázmér út, bis 1971) \| Schrankenposten 1 (Kázmér út, bis 1971) \| \| \| 0,80 \| Normafa mh. (seit 1973) \| ≈ 465 m \| \| \| 1,20 \| Normafa mh. (bis 1973) \| ≈ 465 m \| \| \| 1,20 \| Schrankenposten (Távcső utca, bis 1973) \| Schrankenposten (Távcső utca, bis 1973) \| \| \| \| \| \| \| \| 1,40 \| Schrankenposten (Konkoly-T. M. út, 1957–1979[Anm. 1]) \| Schrankenposten (Konkoly-T. M. út, 1957–1979[Anm. 1]) \| \| \| \| \| \| \| \| 1,40 \| Konkoly-Thege Miklós út \| Konkoly-Thege Miklós út \| \| \| 1,70 \| Csillebérc früher Úttörőváros \| 464 m \| \| \| 3,00 \| Virágvölgy früher Előre \| 450 m \| \| \| 4,50 \| Jánoshegy \| 408 m \| \| \| 5,70 \| Vadaspark mh. (Bedarfshalt) \| ≈ 385 m \| \| \| 6,510 \| Budakeszi út \| Budakeszi út \| \| \| 6,70 \| Szépjuhászné früher Ságváriliget \| 350 m \| \| \| 7,70 \| Kis-Hárs-hegy mh. (bis 1951) \| ≈ 325 m \| \| \| 8,60 \| Szánkópálya \| Szánkópálya \| \| \| 8,70 \| Hárshegy \| 295 m \| \| \| 9,547 \| Hárs-hegyi alagút \| 282 m \| \| \| 9,745 \| (198 m, Kehrtunnel) \| 268 m \| \| \| 10,80 \| Nagykovácsi út \| Nagykovácsi út \| \| \| 11,20 \| Hűvösvölgy \| 231 m \| \| \| \| Hűvösvölgy állomásra vezető út \| \| \| \| \| \| \| \| \| \| Hűvösvölgyi fűtőház und vontatási telep \| 232 m \| |                         |                                               |                                               |
| Streckenverlauf |                         |                                               |                                               |
| |                         |                                               |                                               |
| | −0,10                   | Streckenanfang                                | Streckenanfang                                |
| Bahnhof | 0,00                    | Széchenyihegy                                 | 465 m                                         |
| Kulminations-/Scheitelpunkt | 0,40                    | Scheitelpunkt                                 | 468 m                                         |
| ehemalige Blockstelle | 0,70                    | Schrankenposten 1 (Kázmér út, bis 1971)       | Schrankenposten 1 (Kázmér út, bis 1971)       |
| Haltepunkt / Haltestelle | 0,80                    | Normafa mh. (seit 1973)                       | ≈ 465 m                                       |
| ehemaliger Haltepunkt / Haltestelle | 1,20                    | Normafa mh. (bis 1973)                        | ≈ 465 m                                       |
| ehemalige Blockstelle | 1,20                    | Schrankenposten (Távcső utca, bis 1973)       | Schrankenposten (Távcső utca, bis 1973)       |
| |                         |                                               |                                               |
| ehemalige Blockstelle | 1,40                    | Schrankenposten (Konkoly-T. M. út, 1957–1979) | Schrankenposten (Konkoly-T. M. út, 1957–1979) |
| |                         |                                               |                                               |
| Bahnübergang | 1,40                    | Konkoly-Thege Miklós út                       | Konkoly-Thege Miklós út                       |
| Bahnhof | 1,70                    | Csillebérc früher Úttörőváros                 | 464 m                                         |
| Bahnhof | 3,00                    | Virágvölgy früher Előre                       | 450 m                                         |
| Bahnhof | 4,50                    | Jánoshegy                                     | 408 m                                         |
| Haltepunkt / Haltestelle | 5,70                    | Vadaspark mh. (Bedarfshalt)                   | ≈ 385 m                                       |
| Brücke | 6,510                   | Budakeszi út                                  | Budakeszi út                                  |
| Bahnhof | 6,70                    | Szépjuhászné früher Ságváriliget              | 350 m                                         |
| ehemaliger Haltepunkt / Haltestelle | 7,70                    | Kis-Hárs-hegy mh. (bis 1951)                  | ≈ 325 m                                       |
| Brücke | 8,60                    | Szánkópálya                                   | Szánkópálya                                   |
| Bahnhof | 8,70                    | Hárshegy                                      | 295 m                                         |
| Tunnelanfang | 9,547                   | Hárs-hegyi alagút                             | 282 m                                         |
| Tunnelende | 9,745                   | (198 m, Kehrtunnel)                           | 268 m                                         |
| Brücke | 10,80                   | Nagykovácsi út                                | Nagykovácsi út                                |
| Bahnhof | 11,20                   | Hűvösvölgy                                    | 231 m                                         |
| Brücke |                         | Hűvösvölgy állomásra vezető út                | Hűvösvölgy állomásra vezető út                |
| |                         |                                               |                                               |
| Betriebs-/Güterbahnhof Streckenende |                         | Hűvösvölgyi fűtőház und vontatási telep       | 232 m                                         |

Die Kindereisenbahn Budapest, offiziell MÁV Zrt. Széchenyi-hegyi Gyermekvasút, ist eine 11,2 Kilometer lange Schmalspurbahn, die heute als Kindereisenbahn (ungarisch: Gyermekvasút) betrieben und ursprünglich als Pioniereisenbahn (Úttörővasút) auf dem Széchenyi-Berg im Westen der ungarischen Hauptstadt Budapest gebaut wurde.

## Geschichte

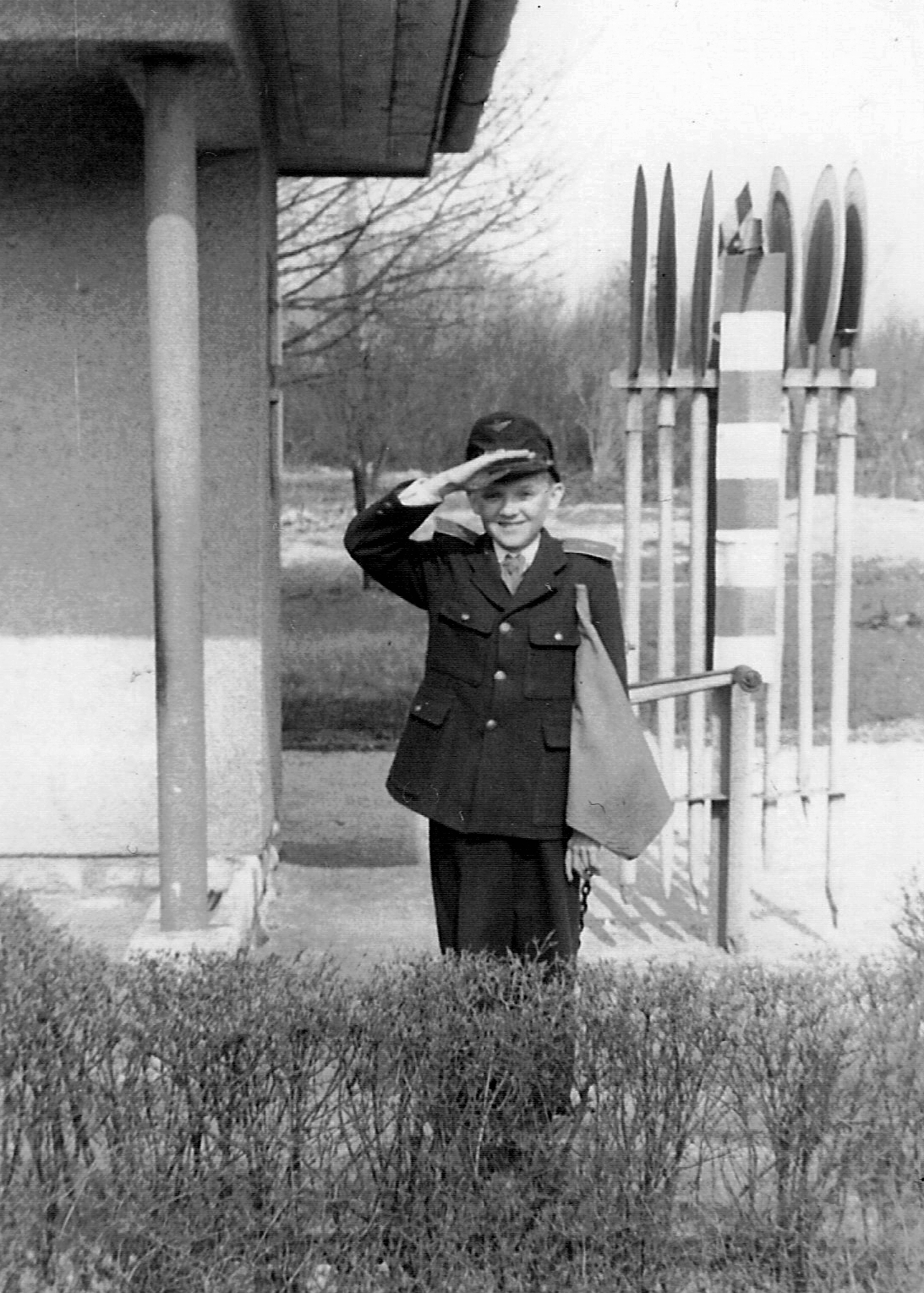
Junger Schrankenwärter in Úttörőváros, um 1960

Die von 1948 bis 1950 erbaute Kindereisenbahn wurde in ihrer Gesamtlänge am 19. August 1950 eröffnet. Sie fährt ganzjährig mit Dampf- oder Dieselfahrzeugen auf einer Spurweite von 760 mm.
| Streckenabschnitt       | Eröffnung       |
| ----------------------- | --------------- |
| Széchenyihegy–Előre     | 31. Juli 1948   |
| Előre–Ságváriliget      | 24. Juni 1949   |
| Ságváriliget–Hűvösvölgy | 19. August 1950 |

## Organisation

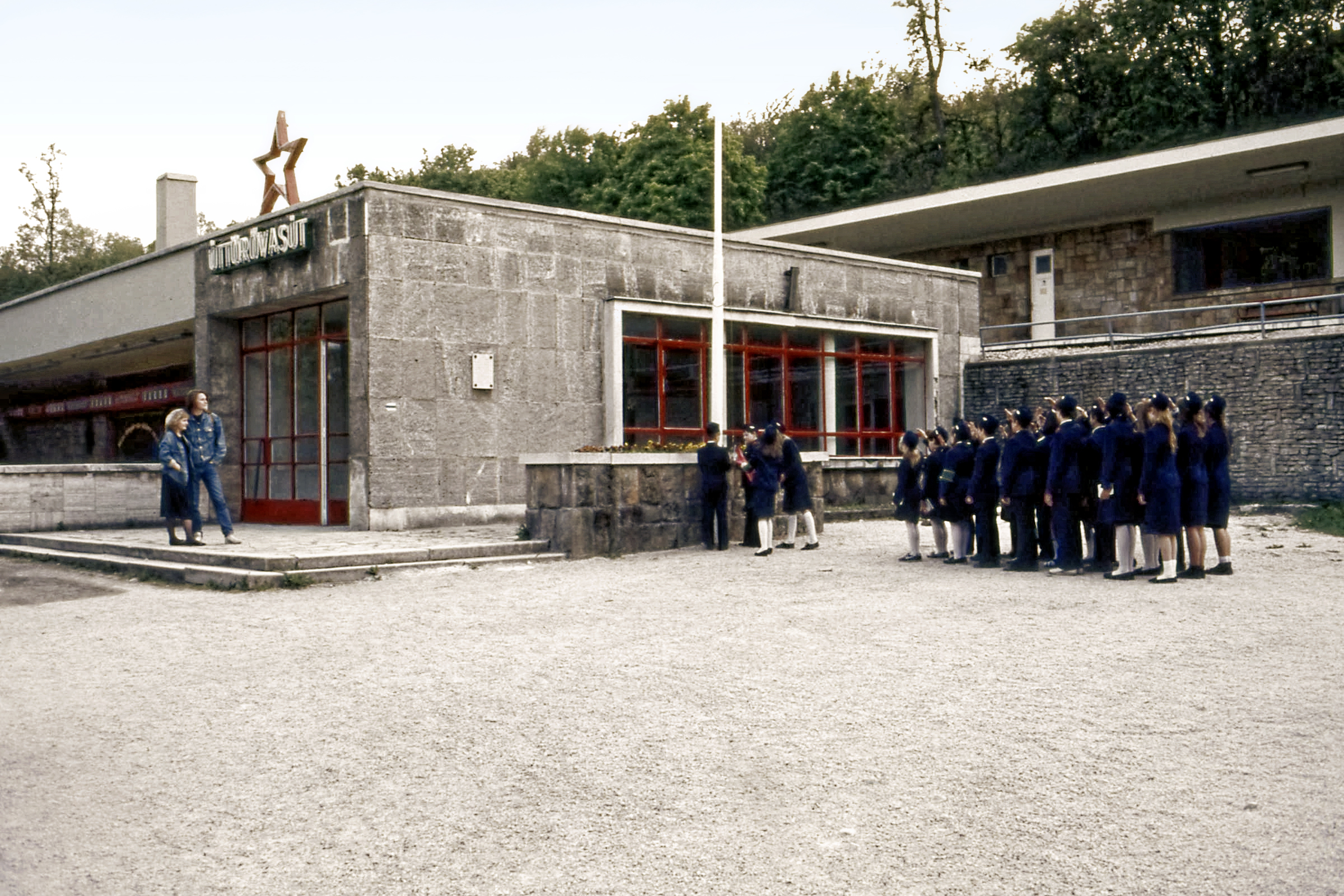
Flaggenparade am Bahnhof Hűvösvölgy (1988)

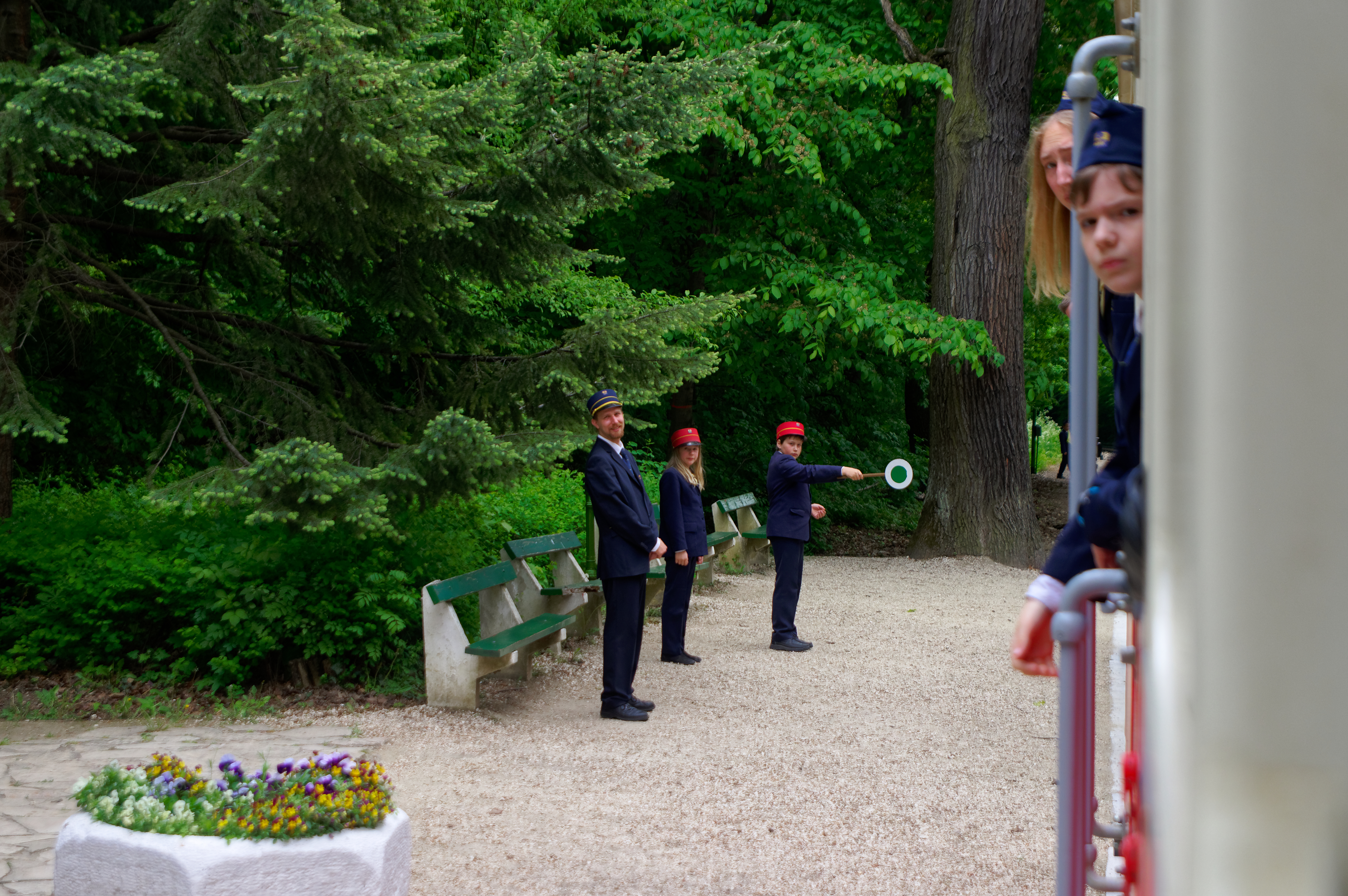
Jugendliche Eisenbahner und erwachsener Bahnhofsleiter im Dienst (2019)

Die Budapester Kindereisenbahn wird von 10- bis 14-jährigen Kindern ehrenamtlich betrieben. Diese müssen dazu eine viermonatige Ausbildung durchlaufen und ein Examen ablegen. 2020 gab es 646 Kinder, die dieses Examen abgelegt hatten. Sie bedienen die Stellwerke, begleiten die Reisezüge als Zugschaffner und sind für den Verkauf der Fahrkarten verantwortlich. Erwachsene beaufsichtigen lediglich den Betrieb und führen die Triebfahrzeuge. Als Vorbild für den Eisenbahnbetrieb dient die ungarische Staatsbahn MÁV, der die Kindereisenbahn auch gehört. In den Schulferien sind die Kindereisenbahner auch für mehrere Tage bei der Bahn in einem eigenen Ferienlager am Bahnhof Hűvösvölgy untergebracht. Die Budapester Kindereisenbahn bezeichnet sich als die größte, populärste und ernsthafteste Einrichtung ihrer Art. Sie hat jährlich zwischen 300.000 und 320.000 Fahrgäste. Es bestehen Austauschprogramme für Jugendliche mit ähnlichen Einrichtungen in Deutschland und Russland, beispielsweise mit den Parkeisenbahnen in Berlin, Cottbus und Dresden.

## Schienenfahrzeuge

### Erste Triebwagen
Bei der Eröffnung am 31. Juli 1948 gab es bereits einen Triebwagen, der Kis Piri (Der kleine Rote) genannt wurde, und zwei Beiwagen. Die Fahrzeuge waren bis 1962 in Budapest in Betrieb und wurden danach bis 1976 bei Pioniereisenbahn in Dunaújváros eingesetzt. Um dem zunehmenden Fahrgastaufkommen gerecht zu werden, wurde von der Lillafüredi Állami Erdei Vasút ein anderer Triebwagen und seine Beiwagen nach Budapest gebracht, die noch in Betrieb sind. Kurz darauf wurde ein dritter Zug in Betrieb genommen. Die dreiachsige dieselelektrische Lokomotive M295,5002 dieses Zuges und zwei Personenwagen stammten aus Békéscsaba und wurden in Budapest ein Jahr lang betrieben. Die Diesellokomotive war ursprünglich als benzin-elektrische Lokomotive von der Weitzer János Maschinen-, Waggonbau und Eisengießerei in Arad 1907 an die Erste Alfölder Feldbahn (Alföldi Első Gazdasági Vasút, AEGV) geliefert worden.

### Dampflokomotiven
Als der zweite Streckenabschnitt in Betrieb genommen wurde, wurden drei Dampflokomotiven mit Ölfeuerung aus Békéscsaba beschafft. Sie waren für die steile Bergstrecke nur bedingt geeignet, und der Funkenflug stellte eine Waldbrandgefahr dar. Außerdem gab es betriebliche Probleme, so dass sie nach einem Jahr außer Betrieb genommen wurden. Für die Inbetriebnahme des zweiten Streckenabschnitts hatte die Ganz-MÁVAG zwei Triebwagen sowie vier geschlossene Personenwagen gebaut und geliefert. Die Beiwagen sind noch regulär in Betrieb. Modelle der Triebwagen mit Mitteltüren, die bis 1973 eingesetzt wurden, sind im Museum der Kindereisenbahn zu besichtigen. Ab 1958 gab es acht vierachsige Aussichtswagen aus Debrecen. Einer ist noch betriebsfähig und wird gelegentlich eingesetzt, die anderen wurden 1982 verschrottet. Von 1962 bis 1963 gab es vier Dieselloks des Typs Mk48. Die Mk48,2005 stammt aus Sárospatak, die Mk48,2015 von der Schmalspurbahn Nyíregyháza–Dombrád/Balsa, die Mk48,2038 vom Schmalspurnetz Kecskemét. Sie wurden von den Kindern Spinat genannt, weil sie grün lackiert waren.

### Diesellokomotiven des Typs Mk49

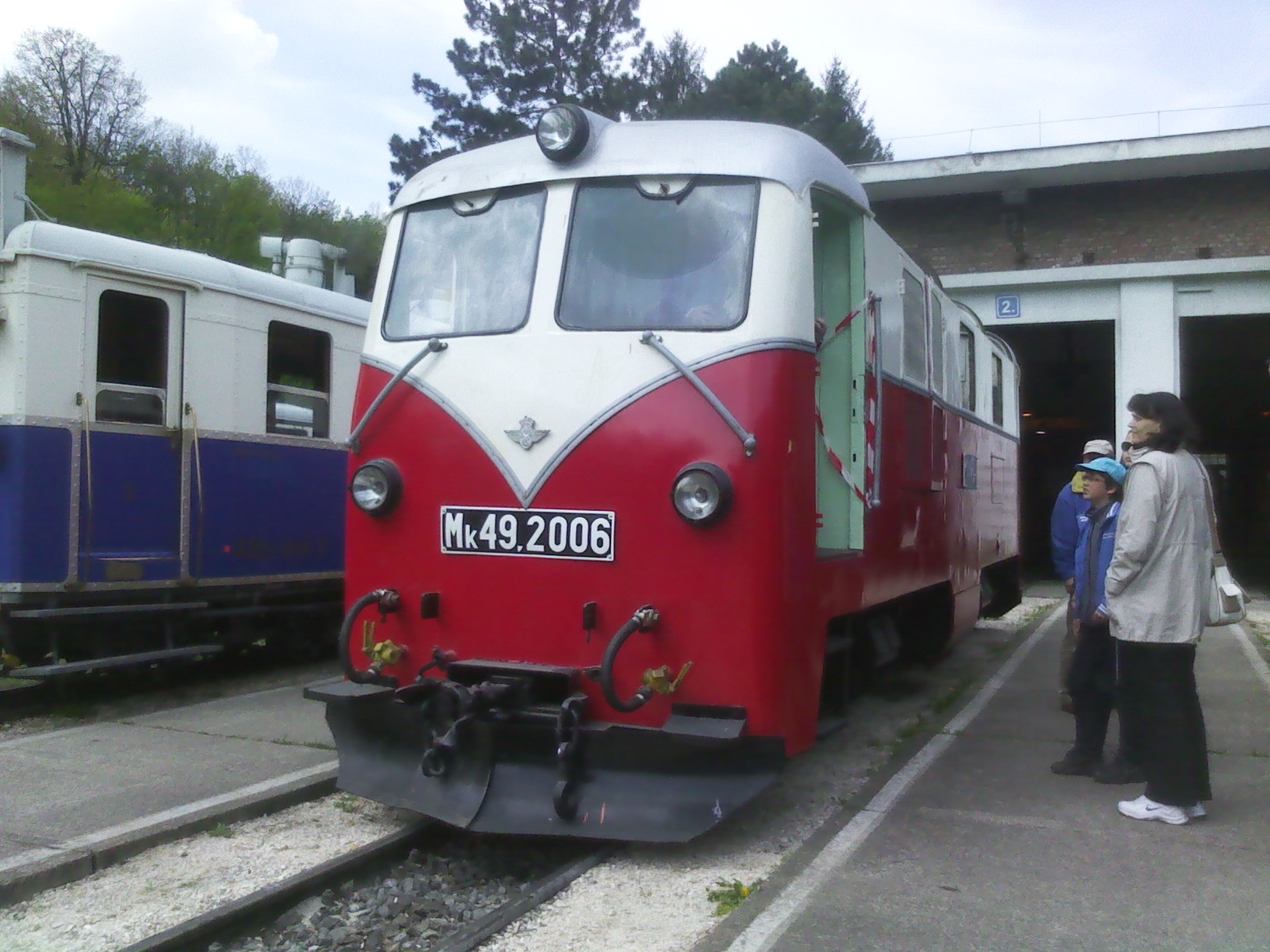
Diesellokomotive Mk49-2006

Die Wilhelm Pieck Waggon- und Maschinenfabrik in Győr baute zwischen 1961 und 1962 sieben Diesellokomotiven des Typs Mk49. Die Lokomotiven Mk49,2002, 2003, 2005, 2006 und 2007 wurden nach Hűvösvölgy geliefert, die Mk49,2001 und Mk49,2004 nach Sárospatak. Nach dieser Beschaffung wurde der letzte Triebwagen aus Lillafüred zurück nach Miskolc geschickt.
Fünf große halboffene Aussichtswagen und vier sehr ähnlich ausgestattete Winterwagen wurden 1963 aus Győr geliefert und sind noch in Betrieb. Am 30. November 1970 wurden bei einem Brand im Bahnbetriebswerk zwei Mk49-Lokomotiven zerstört, so dass die beiden Lokomotiven aus Sárospatak nach Budapest gebracht wurden. Wegen der Steigung der Strecke kam es zu starkem Verschleiß, so dass ein Austausch notwendig wurde. Nach der Ausmusterung war die Mk49,2006 bis ins Jahr 2003 in Szechenyihegy als Denkmallok aufgestellt und wurde danach im Bahnbetriebswerk von Hűvösvölgy generalüberholt. Am 11. April 2023 beförderte die renovierte, jetzt funktionsfähige Lokomotive im Rahmen der Veranstaltung „75 Jahre Széchenyihegy-Kindereisenbahn“ erstmals nach 50 Jahren einen Personenzug.

### Diesellokomotiven des Typs Mk45

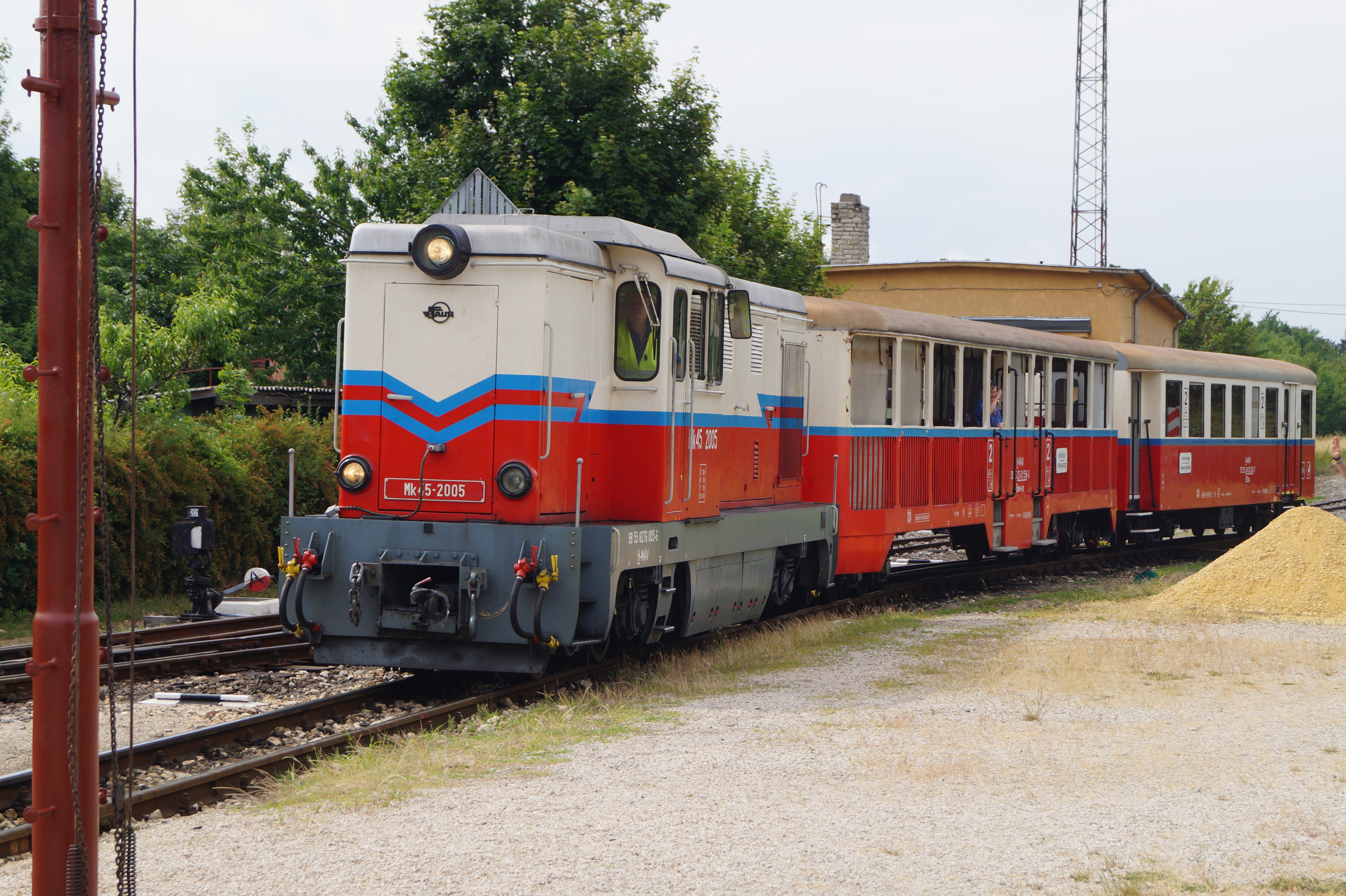
Diesellokomotive Mk45-2005

Im Jahr 1973 erwarb die ungarische Staatseisenbahn MÁV zehn Mk45-Diesellokomotiven aus Rumänien. Sechs davon kamen nach Hűvösvölgy (Mk45,2001 bis 2006), vier nach Sarospatak (Mk45,2007 bis 2010). Daraufhin wurden die früheren Lokomotiven und Triebwagen ausgemustert. Bei der Liquidation der Schmalspurbahn Bodrogköz kamen die Mk45-Lokomotiven von Sárospatak zuerst nach Nyíregyháza und wurden von dort 1994 bereits betriebsunfähig nach Hűvösvölgy gebracht.
Im Sommer 1991 wurden ein historischer Triebwagen und vier Beiwagen wieder in Betrieb genommen, um den Fuhrpark der Kindereisenbahn zu erweitern. Diese authentisch aufgearbeiteten Fahrzeuge spiegeln den Flair der 1930er Jahre wider.

### Personenwagen

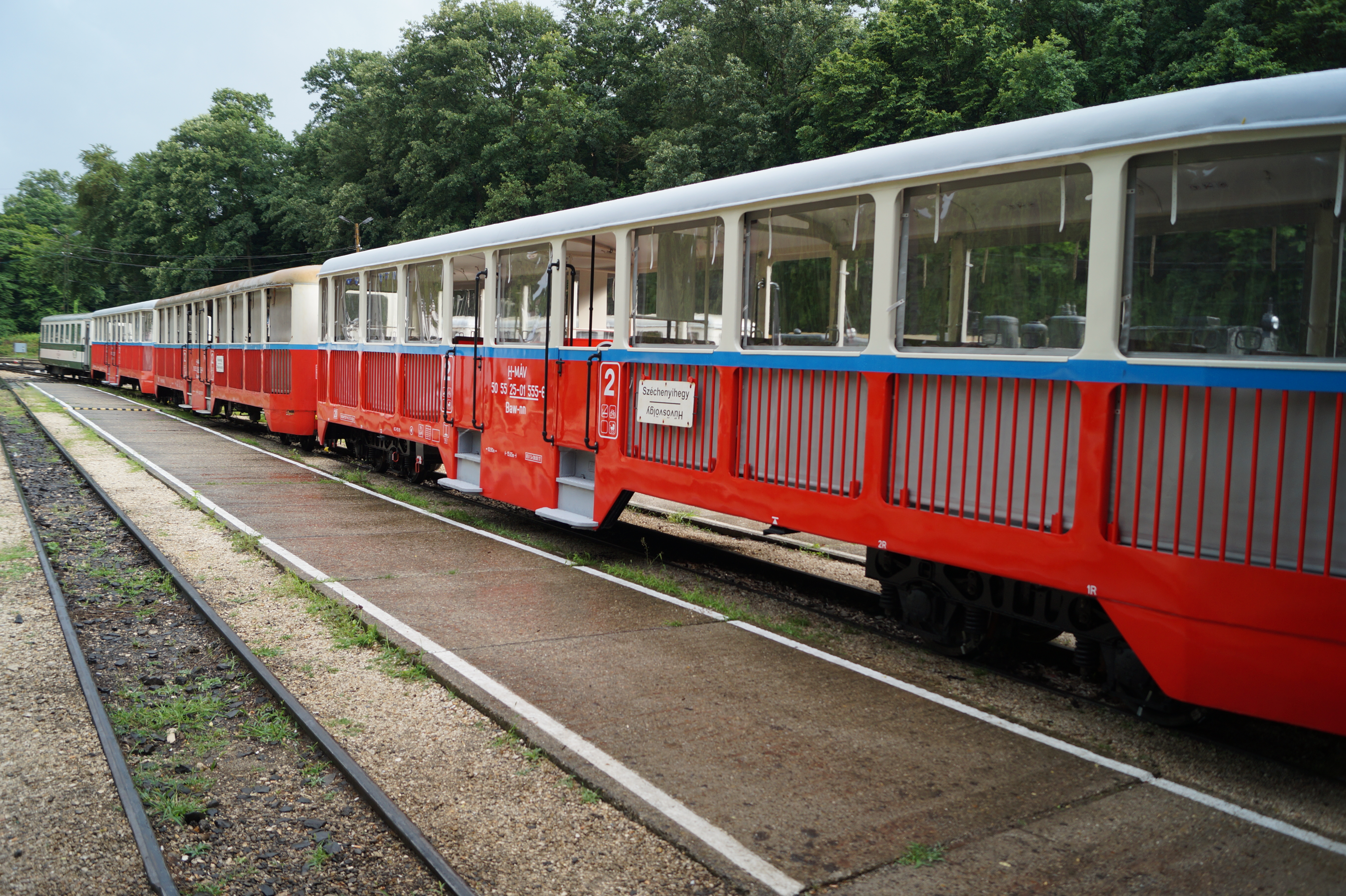
Personenwagen im Juni 2017

Die Staatliche Waldeisenbahn Lillafüred (Lillafüredi Allami Erdei Vasut, LAEV) beschaffte 1928 wegen des hohen Personenverkehrsaufkommens einen 1.-Klasse-Wagen, zwei 1./2.-Klasse-Wagen, einen mit Salon- und Gepäckabteil ausgestatteten 1.-Klasse-Wagen für Repräsentationsfahrten von der Ganz & Partner Danubius Maschinen, Waggon- und Schifffabrik AG (Ganz és Társa-Danubius Villamossági-, Gép-, Waggon- és Hajógyár Rt.) sowie zwei 2.-Klasse-Wagen und einen 2.-Klasse-Wagen mit Gepäckabteil, der baugleich zu dem von Ganz & Partner war, von der Ungarischen Schmalspurbahnfabrik Orenstein & Koppel (Orenstein és Koppel keskenyvágányú vasutak gyára). Die Triebwagen hatten 66-kW-Sechszylinder-Benzinmotoren und waren mit einer Knorr-Luftbremse ausgestattet. Über ein viergängiges mechanisches Getriebe erreichten sie eine Höchstgeschwindigkeit von 30 km/h. Es gab 12 Sitzplätze in der 1. Klasse und 28 in der 2. Klasse in durch eine Schiebetür voneinander getrennten Abteilen. Um besseren Zugang zu ermöglichen, waren die mittleren Sitzbänke umklappbar. Die Großraumabteile wurden durch Kühlwasser beheizt. In den Beiwagen gab es 40 Plätze in Quer- und Längsrichtung. Für die Beheizung gab es einen Holzofen, die Beleuchtung wurde über Akkumulatoren mit Strom versorgt. Im Salonwagen gab es eine Toilette und am Wagenende eine Panoramascheibe. Der Triebwagenzug nahm 1929 den Betrieb auf. In den 1940er Jahren wurden Dieselantriebe des Typs Ganz JaR 135 in die Triebwagen eingebaut.

### Triebwagen

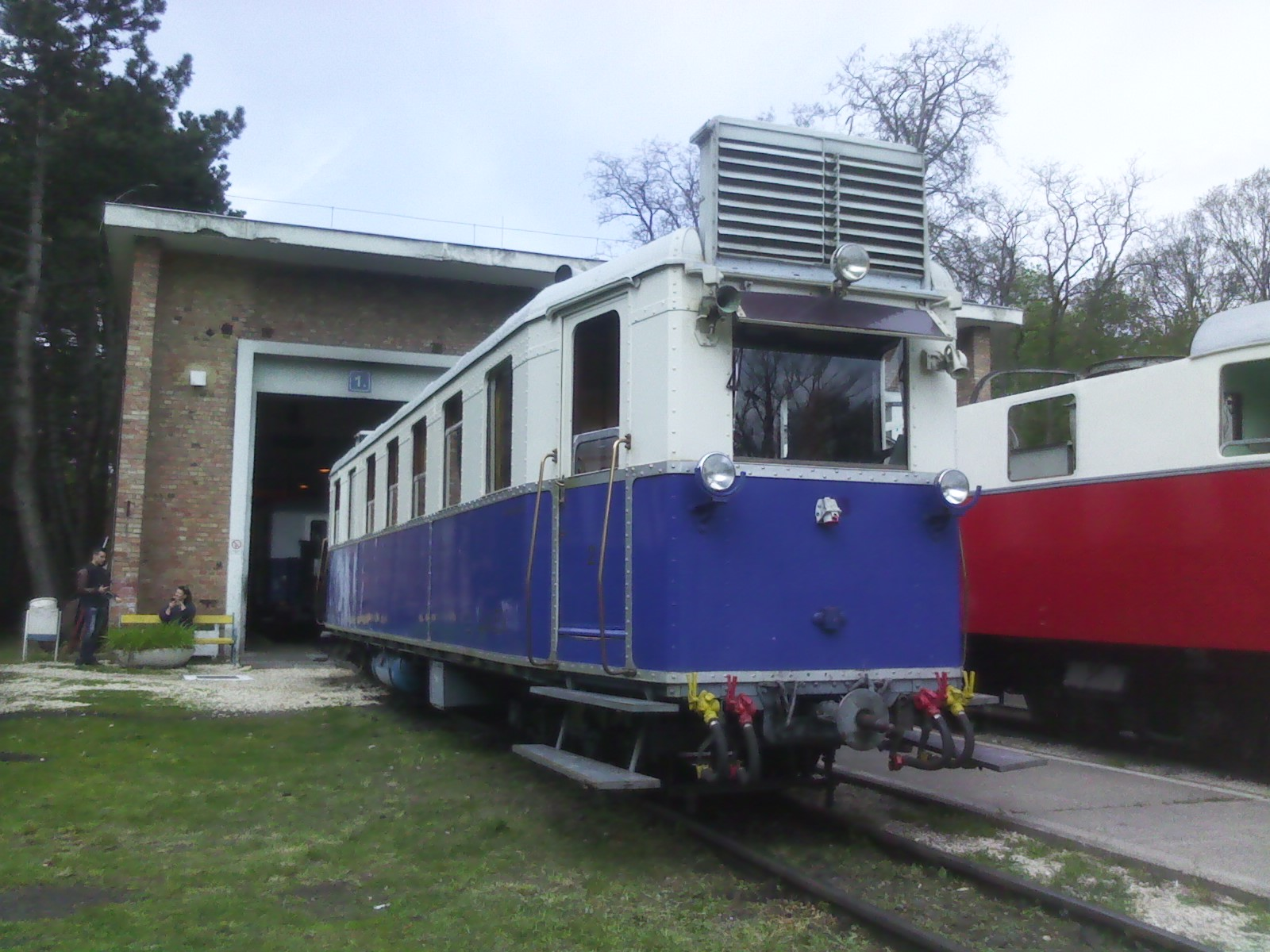
Triebwagen ABamot2

Die zwei hochmodernen Triebwagenzüge wurden 1929 ursprünglich auf der LÁEV in Miskolc in Betrieb genommen. Die Gäste des neu eröffneten Palasthotels (Palotaszálló) in Lillafüred konnten mit den beiden luxuriös ausgestatteten Zügen in die malerische Bükk-Landschaft fahren, aber auch Ausflügler nutzten die Schmalspurbahn.
Die in Ungarn bekannt gewordenen Triebwagen wurden zwischen 1948 und 1949  von Lillafüred nach Budapest gebracht und wurden auf der Kindereisenbahn eingesetzt. Der ABamot-2 wurde 1951, der ABamot-1 1963 der Waldeisenbahn Lillafüred zurückgegeben.
Nach der Heimkehr galten die beiden Wagen schon als veraltet, so dass der ABamot-1 im Jahr 1977 außer Betrieb genommen und 1980 verschrottet wurde, der andere  Triebwagen war bis 24. April 1982 in Lillafüred in Betrieb und wurde danach für schutzwürdig erklärt. Es gab Überlegungen, den erhaltenen Triebwagen in Nagycenk auszustellen, aber letztendlich wurde entschieden, das Fahrzeug zu renovieren.
Im Jahr 1989 wurden der einzig verbliebene Triebwagen und seine Beiwagen der MÁV verkauft und bei einer Generalüberholung in den Originalzustand zurückversetzt. Der ABamot-2-Triebwagen erhielt einen Raba-MAN-Antrieb. Der Wagenkasten wurde lila mit gelben Streifen, an den Fenstern weiß und am Dach hellgrau lackiert. Der renovierte Wagen befindet sich seit 1991 in Budapest wiederum im Linienbetrieb als Nostalgiezug und wird bei besonderen Anlässen oder bestellten Sonderfahrten eingesetzt.
Der kleine Salonwagen kann für Besprechungen und Feiern gemietet werden. Ab 1996 wurde der Zug in der Hauptsaison regelmäßig an Wochenenden und Feiertagen als Nostalgie-Schnellzug eingesetzt, der nur an den Endbahnhöfen sowie in Janoshegy und bis 2000 auch in Szépjuhászné hielt.
Im Jahre 1997 wurde der grüne Beiwagen BDax 41 nach Budapest gebracht und anschließend in den nördlichen Fahrzeugreparaturwerken ehrenamtlich restauriert.

### Dampflokomotiven der Serie 490

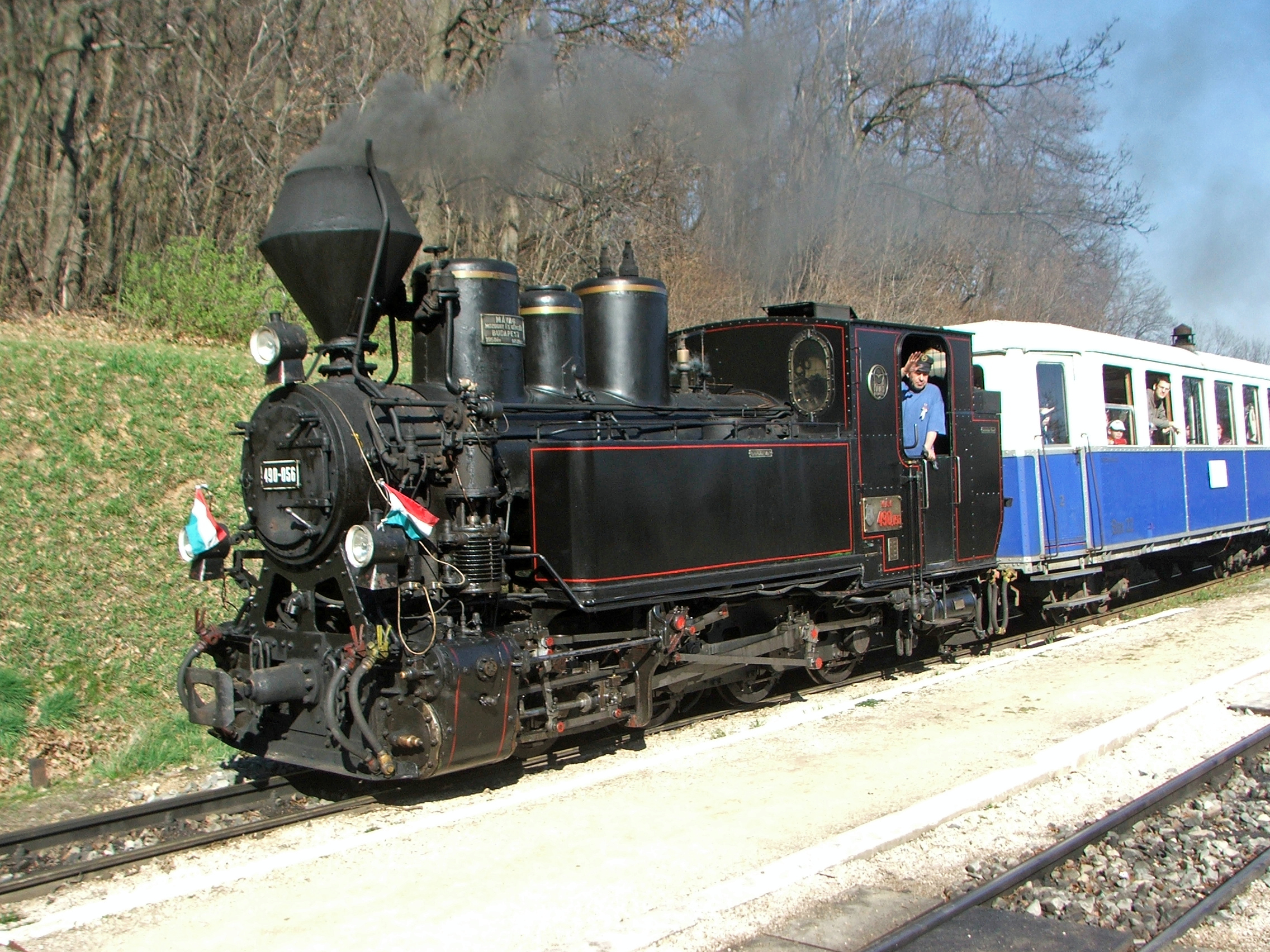
Dampflokomotive 490,056

Ende des 19. Jahrhunderts wurden aufgrund des zunehmenden Verkehrsaufkommens immer mehr Schmalspur-Schienenfahrzeuge entwickelt. Zu dieser Zeit wurde in der MÁV-Maschinenfabrik (MÁV Gépgyár) die erste Schmalspurlok mit vier gekuppelten Achsen und einer Spurweite von 760 mm mit der Fabriknummer 70 entwickelt. Von 1905 bis 1950 wurden anfangs von der MÁV-Maschinenfabrik und später von der MÁVAG-Lokfabrik insgesamt 142 Lokomotiven dieses Typs gebaut. Kessel und Rahmen waren, von wenigen Unterschieden abgesehen, bei Befeuerung durch Kohle oder Holz identisch.
Nach dem Zweiten Weltkrieg verblieben nur sieben Lokomotiven dieses Typs im Bestand der MÁV. Diese wurden auf Feldbahnen und Bergwerksbahnen eingesetzt. In den Nachkriegsjahren wurde die Produktion der Serie 70 wieder aufgenommen. Die meisten wurden als Reparationsentschädigungen ins Ausland geliefert. Acht jugoslawische Lokomotiven mit den Nummern 490.054 bis 490.061 gingen an die MÁV, eine ins Kohlekraftwerk Bükk und eine ins Kohlebergwerk Balinka.
Im Jahr 1949 wurden für die Eröffnung des zweiten Streckenabschnitts der Pioniereisenbahn drei Dampflokomotiven des Typs 490 aus Békéscsaba nach Széchenyihegy zur Pioniereisenbahn in Budapest gebracht. Da die Schmalspurbahn nicht ans Normalspurnetz angeschlossen war, war es schwierig, sie mit Brennstoffen zu beliefern. Da es auch wegen der Schlacke schwierig war, sie mit Kohle zu befeuern, wurden sie in der Hauptwerkstatt Istvántelek auf Ölbefeuerung umgebaut. Die Lokomotiven erfüllten aber nicht die an sie gestellten Erwartungen. Es gab oft technische Störungen und der Energieverbrauch war außergewöhnlich hoch. Nach der Inbetriebnahme des dritten Streckenabschnitts wurden sie neben den Triebwagen überflüssig und wurden deshalb abtransportiert, womit der Dampfbetrieb auf der Strecke vorerst endete.
Sechs Exemplare dieser Serie sind noch erhalten, darunter die 490,041 im Hof der MÁV-Direktion in Szombathely, die 490,057 in Nagycenk und die 490,058 im Erinnerungspark Ópusztaszer. Die Bugaci kispöfögö mit der Nummer 490,053 wurde auf der Schmalspurbahn von Kecskemét eingesetzt, kam aber zur 50-Jahrfeier der Kindereisenbahn nach Budapest. Die 490,056 war in Balatonfenyves, wurde dort aber wegen des schlechten Streckenzustands immer seltener eingesetzt, und ist seit dem 25. Dezember 2000 bei der Kindereisenbahn in Budapest. Damit startete für Nostalgiefahrten die zweite Epoche des Dampfbetriebs.
Die 490,039 wurde 1942 gebaut. Sie wurde anfangs in Marosvásárhely eingesetzt und ab 1943 auf der Lokalbahn von Szatmár nach Bikszád. Ab 1945 war sie in Békéscsaba in Betrieb. Diese Dampflokomotive kam 1949 zur Pioniereisenbahn und wurde dort zusammen mit der 490,044 und der der 490,049 ölbefeuert eingesetzt. Im Jahr 1973 kam sie von ihrem zwischenzeitlichen Einsatz auf der Wirtschaftsbahn von Szob wieder zur Budapester Kindereisenbahn zurück, konnte aber beim 25-jährigen Jubiläum nicht wie geplant eingesetzt werden. Stattdessen wurde sie 30 Jahre lang stationär neben dem Bahnhofsgebäude ausgestellt. Sie wurde inzwischen generalüberholt und ist seit Juni 2007 wieder betriebsbereit, so dass sie bei besonderen Anlässen auch in Doppeltraktion für längere Nostalgiezüge eingesetzt werden kann.

### Aktuell einsatzbereite Schienenfahrzeuge

#### Lokomotiven und Triebwagen
- 6 Diesellokomotiven des Typs Mk45 (Mk45,2001 bis Mk45,2006)
- 2 Dampflokomotiven des Typs 490 (490,039 und 490,056)
- 1 LAEV Triebwagen (ABamot 2)
- 1 Diesellok des Typs C50 (C50,303)

#### Wagen
- 8 Winterwagen
- 8 offene Aussichtswagen (Sommerwagen)
- 1 Fahrradtransportwagen
- 1 Laborwagen
- 2 Großraum-Salonwagen
- 1 kleiner offener Aussichtswagen
- 3 blaue historische Beiwagen für Triebwagen
- 1 kleiner blauer historischer Salonwagen
- 1 grüner historischer Postwagen
- 1 grüner offener historischer Wagen
- 14 Güterwagen

## Betriebsstellen
| Betriebsstelle                          | Bild                                           | Beschreibung | __ Straßenbahnlinie, __ Omnibuslinie, Sessellift   |
| --------------------------------------- | ---------------------------------------------- | --- | -------------------------------------------------- |
| Széchenyihegy                           | Fahrkartenausgabe mit Mosaik, 2010             | Der Bahnhof (állomás) Széchenyihegy ist Ausgangspunkt der Kindereisenbahn. Er verfügt über zwei Bahnsteiggleise, einen einständigen Werkstattschuppen, zwei Abstellgleise und ein Empfangsgebäude. Die Formsignale werden von zwei Stellwerken aus bedient. | 60 (Fogaskerekű Vasút)                             |
| Normafa mh.                             | Bahnsteig, 2008                                | 800 Meter von Széchenyihegy entfernt befindet sich seit 1973 der Haltepunkt (megállóhely) Normafa. Zwischen 1948 und 1973 befand er sich 400 Meter weiter in Richtung Csillebérc, wurde jedoch verlegt, da der Bahnsteig außerhalb der Kurve lag und so schlecht einsehbar war; außerdem befand sich der neue Standort näher am Hotel Olimpia. | 21 21A                                             |
| Csillebérc                              | Bahnhofsanlagen, 2016                          | Csillebérc, bis 1990 Úttörőváros (Pionierstadt), verfügt wie alle Unterwegsbahnhöfe bei der Gyermekvasút über ein Empfangsgebäude sowie zwei Gleise, sodass Zugkreuzungen möglich sind. Außerdem befindet sich an der Einfahrt aus Richtung Széchenyihegy der heute einzige technisch gesicherte Bahnübergang der Kindereisenbahn mit einer Blinklichtanlage. Der Bahnhof besitzt als Ein- und Ausfahrsignale Lichtsignale. | 21                                                 |
| Virágvölgy                              | Stellwerk im Empfangsgebäude, 2015             | Virágvölgy besitzt ein Empfangsgebäude, zwei Gleise und Formsignale als Einfahrsignale, jedoch keine Ausfahrsignale. Bis 1990 hieß der Bahnhof Előre (Vorwärts; die Losung der ungarischen Pionierorganisation). |                                                    |
| Jánoshegy                               | Blick Richtung Hűvösvölgy, 2015                | Jánoshegy entspricht mit zwei Gleisen und fehlenden Ausfahrsignalen dem Aufbau des benachbarten Bahnhofes Virágvölgy. | Zugligeti Libegő                                   |
| Vadaspark mh.                           |                                                | Der Haltepunkt Vadaspark wurde 2004 eröffnet und zwischen 2006 und 2017 nur im Sommer und an Wochenenden bedient. Seit 2018 halten Züge nur nach vorheriger Anmeldung, zum Beispiel durch Wandergruppen. |                                                    |
| Szépjuhászné                            | Empfangsgebäude, 2009                          | Szépjuhászné, bis 1990 Ságváriliget, besitzt ein Empfangsgebäude mit einem Gleisbildstellwerk der Bauart Dominó 55, zwei Gleise und Lichtsignale an der Ein- und Ausfahrt. | 22 22A 222                                         |
| Kis-Hárs-hegy mh.                       |                                                | Kis-Hárs-hegy war ein Haltepunkt auf halber Strecke zwischen Szépjuhászné und Hárshegy. Aufgrund mangelnder Nachfrage wurde er bereits 1951 wieder geschlossen, Reste sind aber noch heute zu sehen. |                                                    |
| Hárshegy                                |                                                | Dieser Bahnhof besitzt ebenfalls zwei Gleise für Zugkreuzungen, ein Empfangsgebäude und Formsignale als Einfahrsignale. |                                                    |
| Hűvösvölgy                              | Empfangsgebäude, 1950                          | Hűvösvölgy ist der Tal- und Endbahnhof der Kindereisenbahn. Er besitzt einen Mittelbahnsteig, auf dem das Empfangsgebäude errichtet wurde. In diesem befinden sich das Stellwerk, Toiletten, zwei Fahrkartenschalter, ein Warteraum, ein Museum über die Úttörő- und Gyermekvasút sowie ein Gästeraum mit Betten für Delegationen anderer Kindereisenbahnen. Der Bahnsteig ist über zwei Tunnel zu erreichen. Die Formsignale wurden im April 2017 durch Lichtsignale abgelöst, welche durch die Stellwerksbauform Dominó 70 gesteuert werden. | 56 56A 59B 61 29 57 63 64 64A 157 157A 164 257 264 |
| Hűvösvölgyi fűtőház und vontatási telep | Blick aus Richtung des Personenbahnhofes, 2017 | Dem Bahnhof schließt sich der 1951 fertiggestellte Abstellbahnhof (vontatási telep) und das Bahnbetriebswerk Hűvösvölgy (Hűvösvölgyi fűtőház), welches über eine Drehscheibe und einen dreiständigen Lokschuppen verfügt, an. |                                                    |

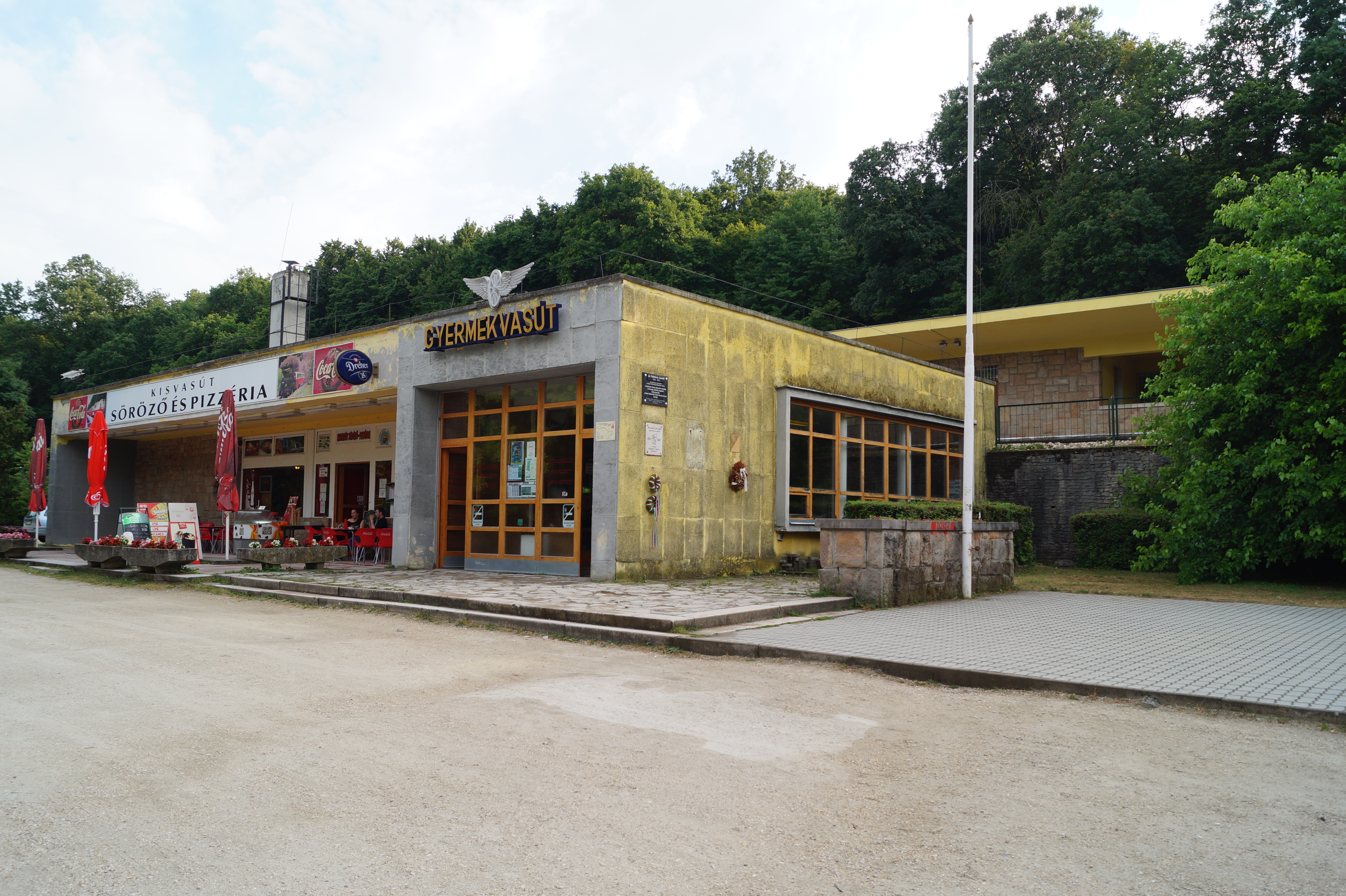
Bahnhof Hűvösvölgy (2017)
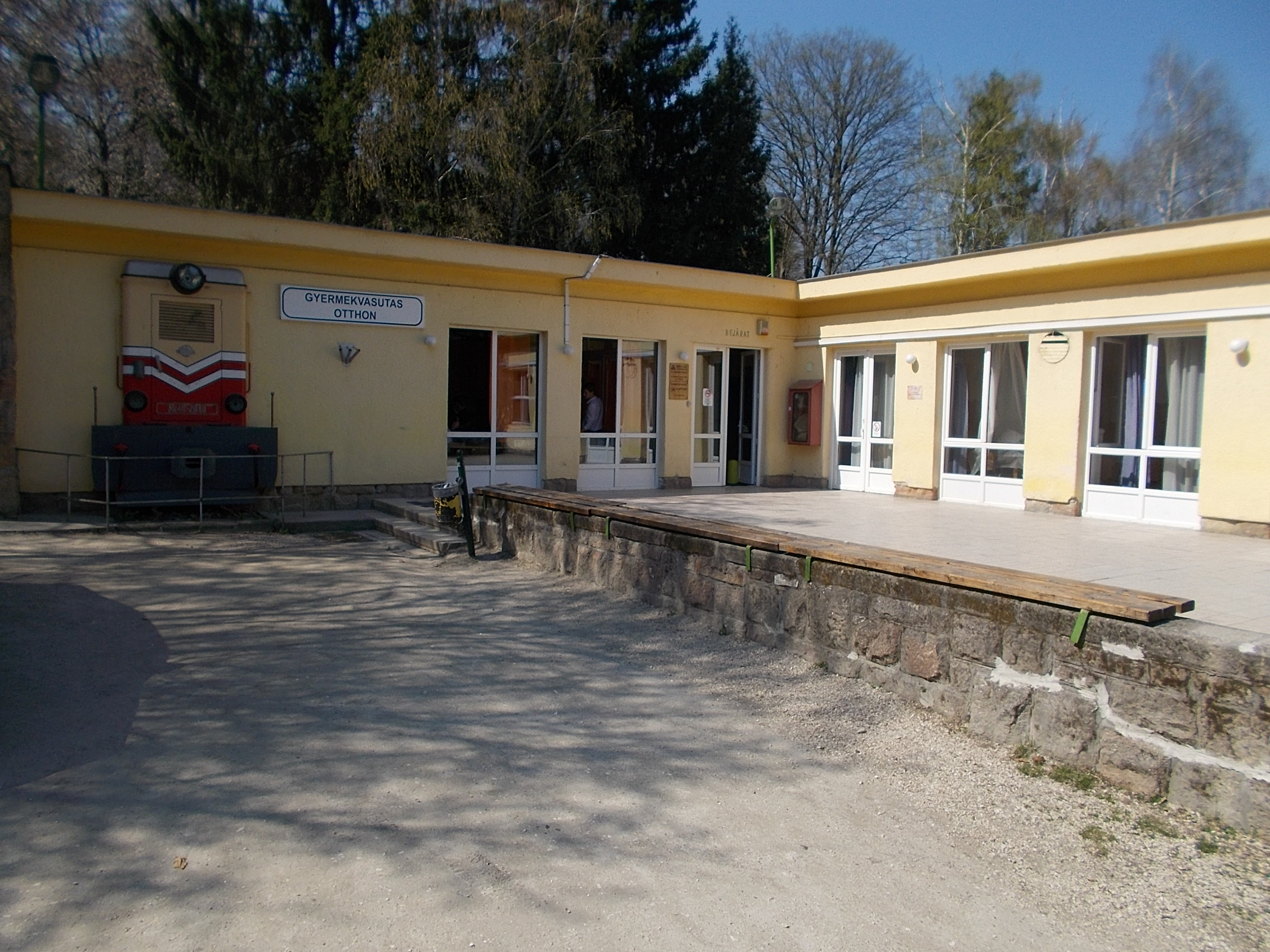
Ferienlager der Kindereisenbahner (2017)
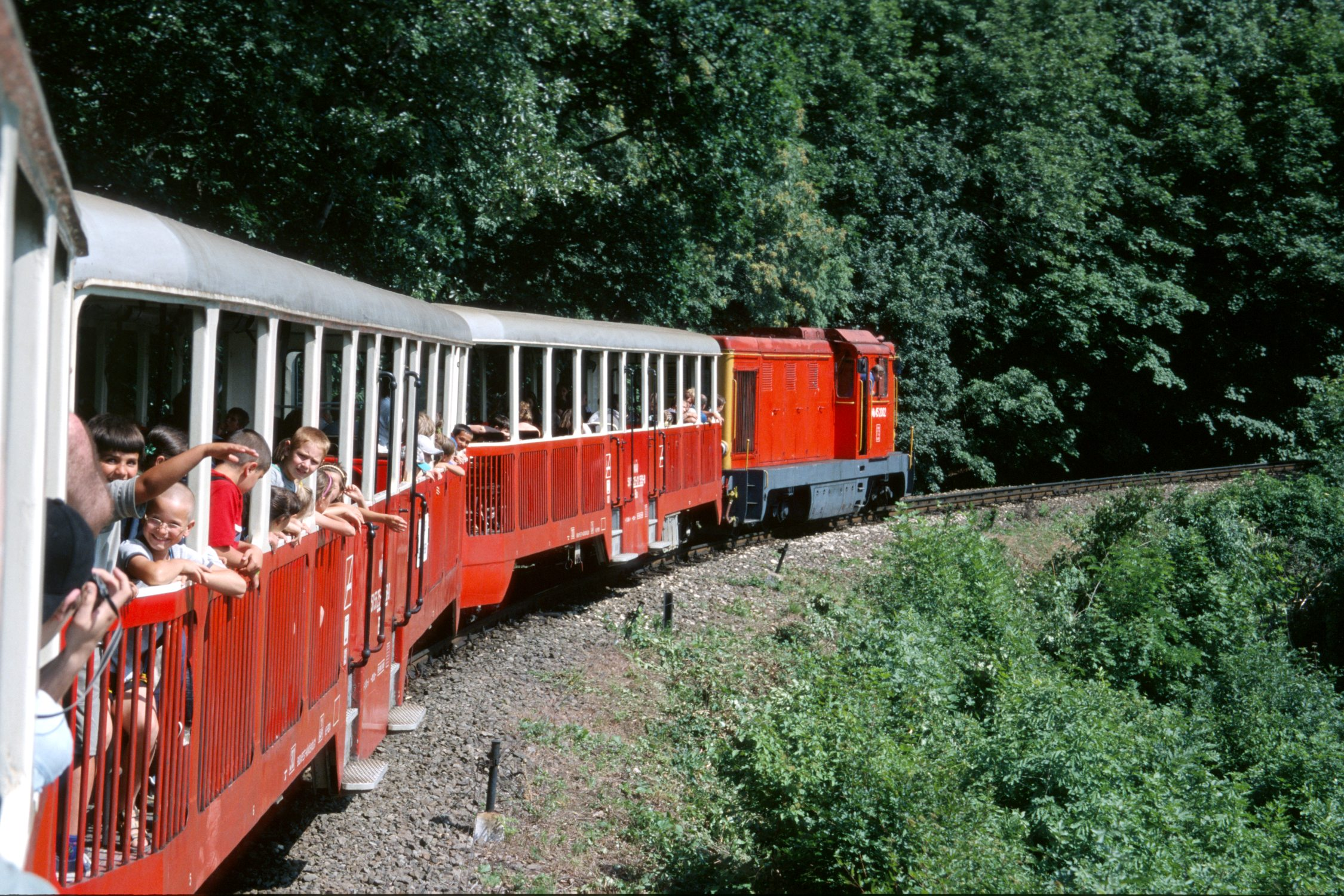
Unterwegs in der Kindereisenbahn Budapest (2003)
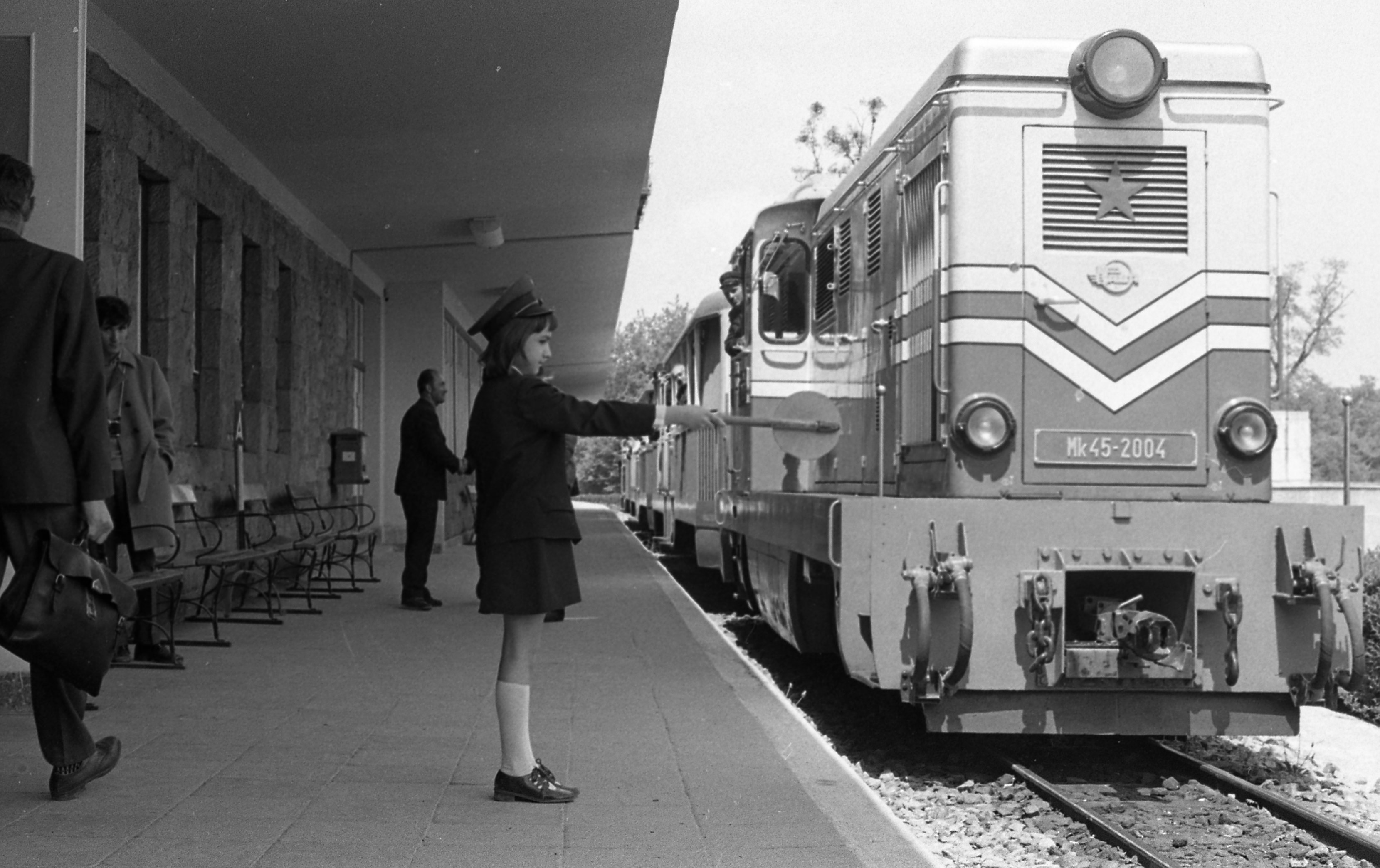
Abfahrbereitschaft eines Personenzuges in Hűvösvölgy (1973)
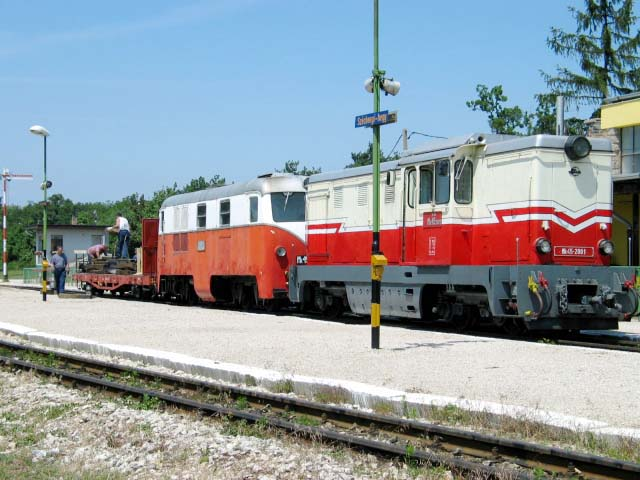
Überführung der Mk49-2006 zur Aufarbeitung (2007)
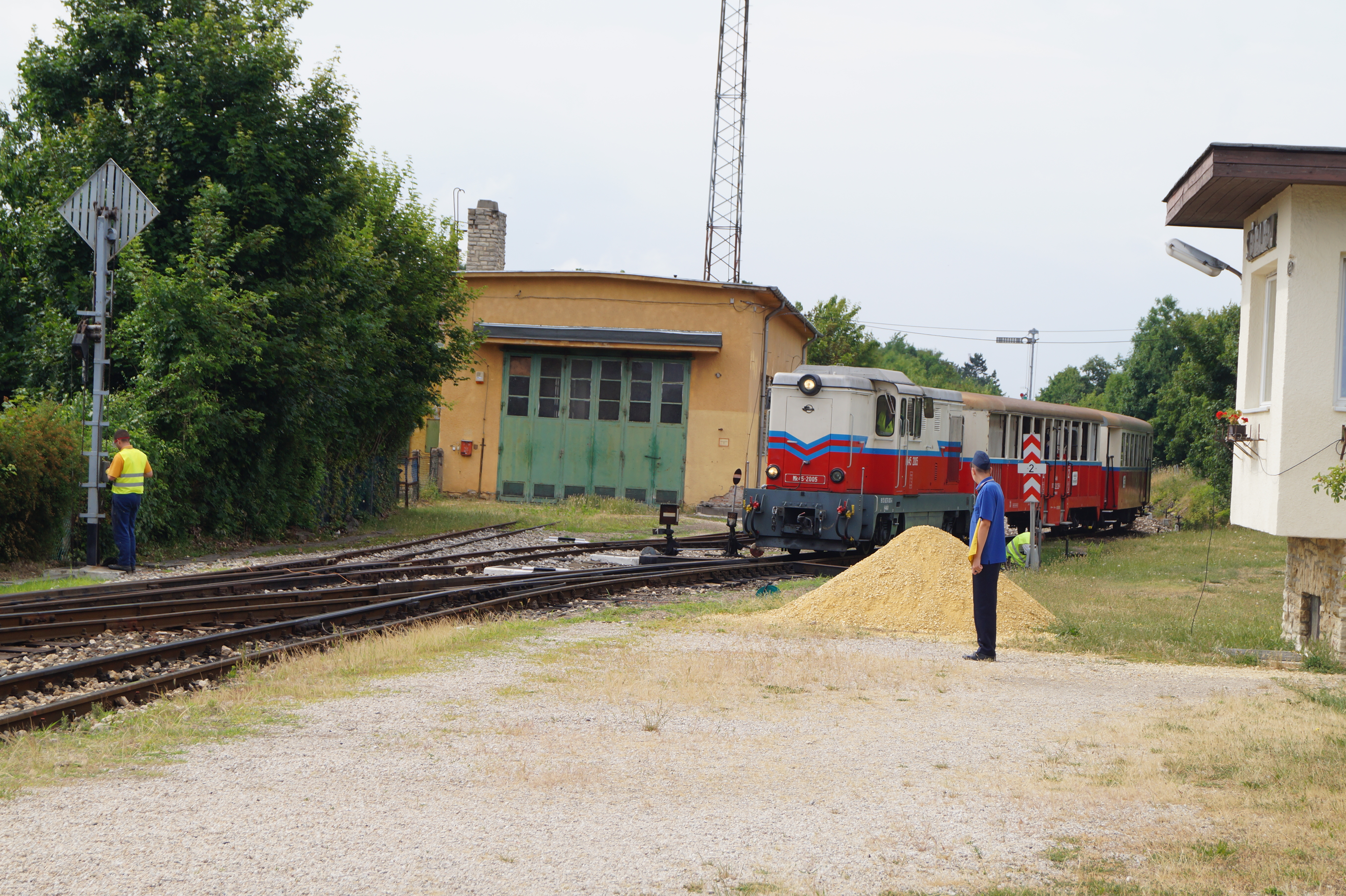
Lokschuppen und Wärterstellwerk in Széchenyihegy (2017)
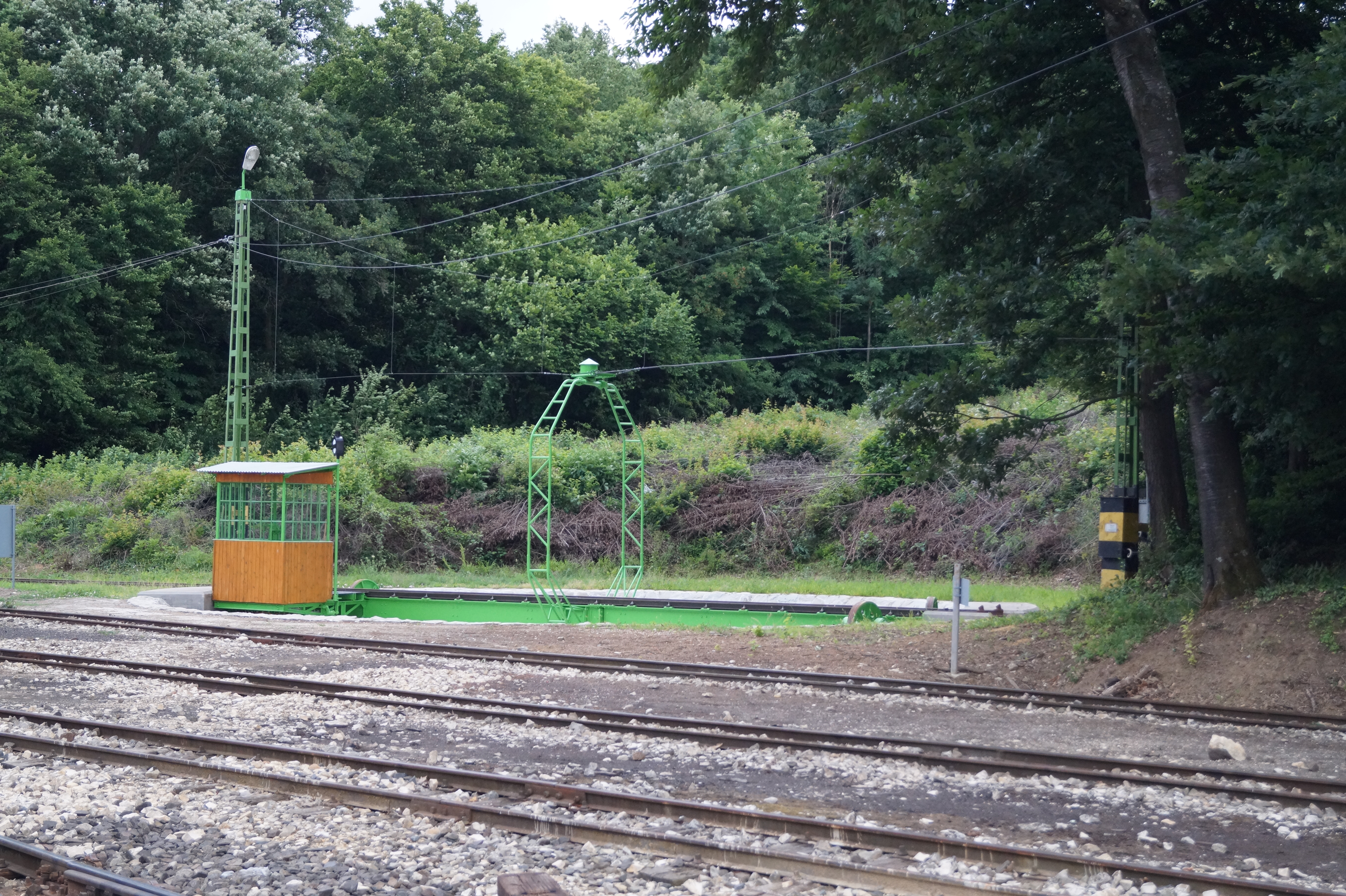
Drehscheibe im Bahnbetriebswerk (2017)

## Filmische Rezeption
Die ungarische Filmregisseurin Klára Trencsényi drehte den preisgekrönten Dokumentarfilm Reményvasút, der das Leben dreier Heranwachsender, die bei der Kindereisenbahn Budapest arbeiten, sowie deren familiäres und soziales Umfeld porträtiert.

## Wissenswertes
Die Kindereisenbahn Budapest hat einen Eintrag im Guinness-Buch der Rekorde als weltweit längste Bahnstrecke, die von Kindern betrieben wird.